# Wittenberger Brauhaus

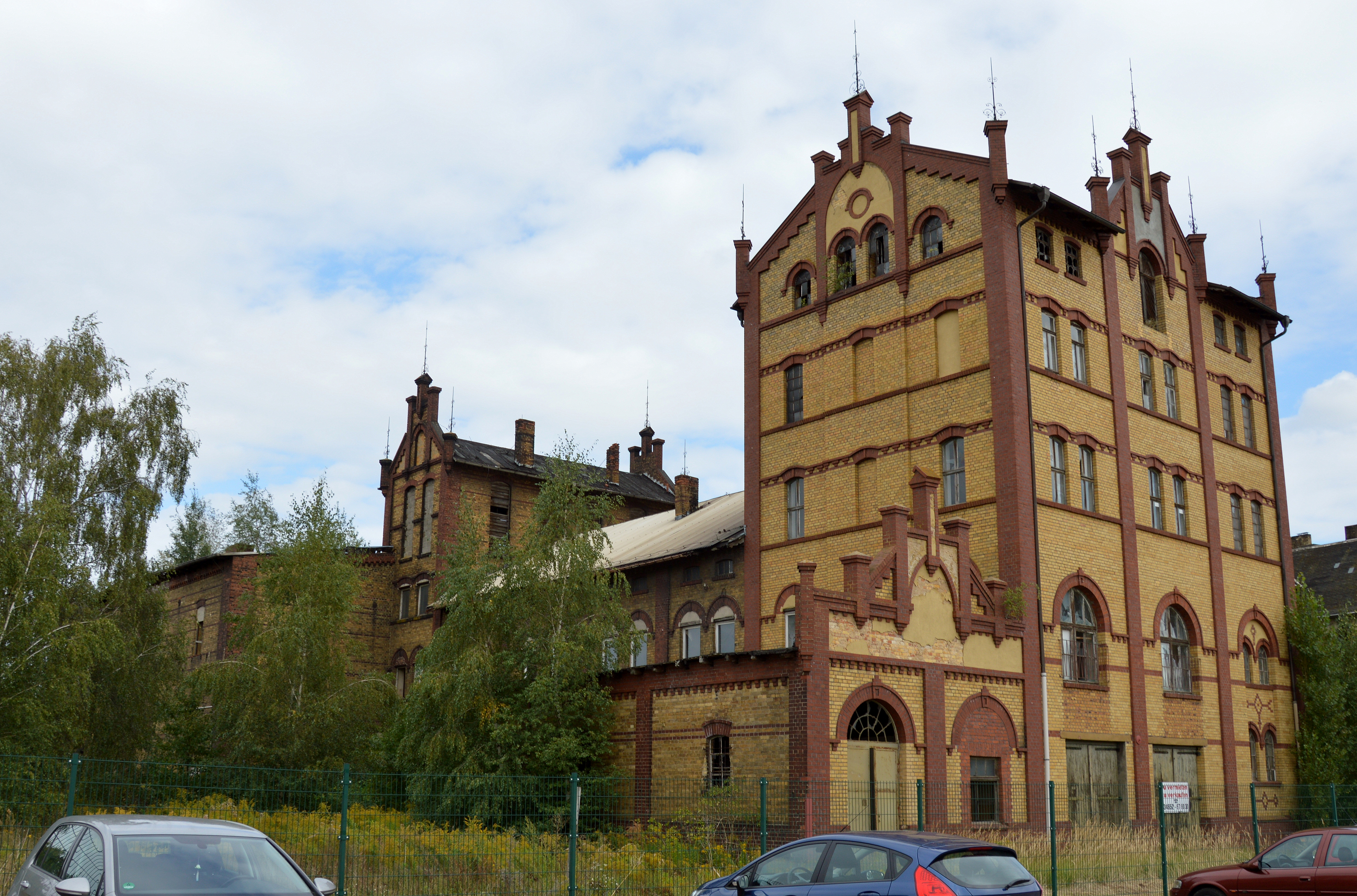
Wittenberger Brauhaus, 2016

Das Wittenberger Brauhaus ist ein ehemaliges Brauerei-Gebäude in der Lutherstadt Wittenberg in Sachsen-Anhalt, Am alten Bahnhof 33. Es steht unter Denkmalschutz und wird derzeit (Stand 2016) nicht als Brauerei genutzt.

## Lage
Das Gebäude steht westlich der Altstadt der Lutherstadt Wittenberg auf der Nordseite der Straße Am alten Bahnhof. Westlich liegt das Gasthaus Schweizer Garten, östlich die Villa Am alten Bahnhof 34.

## Architektur und Geschichte
Das Brauereigebäude wurde im Jahr 1902 von Paul Unger im Stil des Historismus als Backsteinbau errichtet. Es gilt als gelungenes Beispiel für die zeitgenössische historisierende Industriearchitektur. Ab 1919 hatte die Brauerei im benachbarten Gasthaus Schweizer Garten einen Gastraum als Ausschank.
In der Liste der Kulturdenkmale in Lutherstadt Wittenberg ist die Brauerei unter der Erfassungsnummer 094 35705 als Baudenkmal verzeichnet.